# Reziuan Mirzov
Reziuan Muchamedovič Mirzov (in russo Резиуан Мухамедович Мирзов?; Baksan, 22 giugno 1993) è un calciatore russo, centrocampista svincolato.

## Palmarès

### Club

#### Competizioni nazionali
- Coppa di Russia: 1

Tosno: 2017-2018